# 菲特罗
菲特罗（西班牙語：Fitero）是西班牙纳瓦拉的一个市镇。总面积43平方公里，总人口2170人（2001年），人口密度50人/平方公里。